# Brycon dentex
Brycon dentex är en fiskart som beskrevs av Günther, 1860. Brycon dentex ingår i släktet Brycon och familjen Characidae. Inga underarter finns listade.